# Leptochiton otagoensis
Leptochiton otagoensis is een keverslakkensoort uit de familie van de Leptochitonidae. De wetenschappelijke naam van de soort is voor het eerst geldig gepubliceerd in 1929 door Iredale & Hull.